# Leptopelis calcaratus
Leptopelis calcaratus är en groddjursart som först beskrevs av George Albert Boulenger 1906.  Leptopelis calcaratus ingår i släktet Leptopelis och familjen Arthroleptidae. IUCN kategoriserar arten globalt som livskraftig. Inga underarter finns listade i Catalogue of Life.